# اچ‌ام‌ای‌اس باربت (پی ۹۷)
اچ‌ام‌ای‌اس باربت (پی ۹۷) (به انگلیسی: HMAS Barbette (P 97)) یک کشتی که طول آن ۱۰۷٫۶ فوت (۳۲٫۸ متر) بود و این کشتی در سال ۱۹۶۸ ساخته شد.